# Herne (Insel)
Die Isla Herne wird wegen ihrer Silhouette auch Dragon Island (Dracheninsel) genannt. Sie liegt im Norden der Río de Oro genannten Bucht zwischen einer 38 Kilometer langen Landzunge mit der Stadt Ad-Dakhla und dem Festland. Während der Ebbe kann sie auch zu Fuß erreicht werden. Es ist möglich, dass sie mit der von Hanno dem Seefahrer erwähnten Insel Kerne identisch ist, der schreibt (Satz 8):

„Wir ließen uns von ihnen Dolmetscher geben und segelten dann an einer menschenleeren Wüste entlang nach Süden, zwei Tage lang; von da aber wieder gegen Osten hin, eine Tagefahrt weit. Dort fanden wir im Winkel einer Bucht eine kleine Insel; sie hatte einen Umfang von fünf Stadien. Auf ihr gründeten wir eine Siedlung, die wir Kerne nannten. Aus unserer Fahrtroute erschlossen wir, dass es genau gegenüber von Karthago liegen müsse; denn die Fahrtstrecke von Karthago bis zu den Säulen [des Herakles, also der Straße von Gibraltar] entsprach der von dort bis Kerne.“

Herne liegt in einem Winkel einer der wenigen Buchten der atlantischen Sahara-Küste, sie ist aber um etwa ein Drittel weiter (und nicht gleichweit) von der Straße von Gibraltar entfernt wie Karthago, und ihre Länge, nicht ihr Umfang beträgt etwa einen Kilometer (ca. 5 Stadien). Außerdem ist ihre Besiedlung kaum wahrscheinlich, da es in der Nähe keine Süßwasservorkommen gibt.